# مرقوبان (قرية بحرينية)
مركوبان هي قرية في جزيرة سترة شرق مملكة البحرين وتقع بالقرب من الجزء الأوسط من الجزيرة.
في 4 نوفمبر 2014 تم حرق حافلة في القرية ضمن احتجاجات 2011.